# Hrabstwo Grayson (Kentucky)

Piramida wieku hrabstwa

Hrabstwo Grayson – hrabstwo w USA, w stanie Kentucky. Według danych z 2000 roku, hrabstwo zamieszkiwało 24053 osób. Siedzibą hrabstwa jest Leitchfield.

## Miasta
- Caneyville
- Clarkson
- Leitchfield